# 早船愛子
早船 愛子（はやふね あいこ、1980年1月23日 - ）は、富山県出身の女子ハンドボール選手。
氷見市立南部中学校、富山県立氷見高等学校を経て筑波大学へと入学。大学在籍時にはシャトレーゼでプレーしていたもののチームが廃部となり、自分のプレーを録画したビデオによる売り込みによりデンマークのチームへと入団し成功した。2007年にスペインリーグのビカール・ゴヤへと移籍している。